# Дванайсетте израилски племена
Дванайсетте израилски племена или Израилевите колена (на иврит: שִׁבְטֵי יִשְׂרָאֵל‎; шивтей Ишраиль) са племената на потомците на дванайсетте синове на Яков. Според Стария завет от тях произлизат евреите.
При първото изброяване на израилските колена Библията ги нарича с имената на дванайсетте синове на Яков (всички имена в текста са според синодалния превод на Библията; Битие 49:28). Яков има две жени – Лия и Рахил (Рахиль), и две наложници – Вала (Билха) и Зелфа (Зилпа), слугини на жените му.
Синовете на Яков са:
- от Лия – Рувим (Ре'увен), Симеон (Шим'он), Левий (Леви), Юда (Йехуда), Исахар, Завулон (Зевулун).
- от Рахил – Йосиф (Йосеф), Вениамин (Биньямин).
- от Вала (Билха) – Дан, Нефталим (Нафтали).
- от Зелфа (Зилпа) – Гад, Асир (Ашер).

Йосиф има двама сина – Манасия (Меннаше) и Ефрем (Ефраим), възведени от Яков в родоначалници на две самостоятелни колена на мястото на баща им Йосиф (Битие 48:5), с което броя на колената се увеличава на 13.
В по-голямата част от изброяванията на Израилевите колена в Библията обикновено се споменават наименованията на всички 13 колена, като винаги се отделя коляното на Леви като единствено посветени на служение на Бога. Левитите:
- не влизат в броя на боеспособните мъже (Числа 1:47);
- не са включени в преброяването на израилтяните по пътя им към Ханаан (Числа 2:33);
- не получават дял от Обетованата земя (днешен Израел и Палестина), както и в земите отвъд река Йордан (днешна Йордания) (Числа 26:57, 62 и др.).

Лишеното от земеделски дял Левиево коляно на практика не се включва в общия брой на колената, като изваждането му от общността на колената за изпълнение единствено на разрешените му функции възстановява първоначалното число на Дванайсетте израилски племена. Предписанията, отнасящи се до броя на колената, също сочат числото 12 като тяхно традиционно число (Изход 28:9 – 12, 21).
В Обетованата земя всяко коляно (без Левиевото) получава свой дял.
След смъртта на цар Соломон в 928 г. пр.н.е. единното Еврейско царство се разпада на две – Юдейско на юг (земите на племената Юда и Вениамин) и Израилско на север (територията на останалите десет племена).
През периода 732 – 722 преди н.е. северното Израилско царство е завладяно от Асирия; по-голямата част от населението му е отведена в плен и е разселена на малки групи в различните области на тази огромна държава. Така се появява първата еврейска диаспора. Част от израилтяните приемат някои от езическите религии и постепенно са асимилирани от народите, сред които живеят.
В епохата на Втория Храм мнозинството израилски семейства вече не могат да докажат принадлежността си към някое от племената.
Според Новия завет:
- Иисус Христос е от рода на цар Давид – Иудовото коляно (Матея 1:2 – 16);
- Йоан Кръстител е от свещенически род, т.е. от Левиевото коляно (Лука 1:5);
- пророчицата Анна произхожда от Асировото коляно (Лука 2:36);
- апостол Павел от Тарс – от Вениамовото коляно (Рим. 11:1).

Числото на апостолите, избрани от Иисус Христос – дванадесет носи символичен характер и е свързано с броя на синовете на Яков и съответно на Израилевите колена. Посланието на свети апостол Иаков започва с поздрав до „дванайсетте колена, които живеят пръснато“ (Иаков 1:1).
В последната книга на Новия завет – Откровение (Апокалипсис) на Йоан Богослов отново се споменават и се изброяват поименно дванадесетте „колена на синовете Израилеви“, като Ефремовото коляно е споменато като Йосифово, а племето на Дан е пропуснато (Откровение 7:4 – 8). Йоан Богослов не споменава Дановото коляно, защото според християнското тълкувание на пророчеството на патриарх Яков (Битие 49: 17 – 18) от това племе ще се роди бъдещият Антихрист.
В днешно време, съзнанието за племенна принадлежност се е съхранила предимно сред потомците на Левиевото коляно, част от които (кохените) дори са запазили спомена за произходи си от рода на първосвещеника Аарон.